# Stausee Oberwald
Der Stausee Oberwald ist eine Talsperre auf dem Gebiet der Gemeinde Callenberg im sächsischen Landkreis Zwickau. Sie entstand durch Renaturierung des Nickeltagebaus Callenberg Süd I.

## Geographische Lage
Der Stausee Oberwald befindet sich im südlichen Gemeindegebiet von Callenberg direkt nördlich der Anschlussstelle Hohenstein-Ernstthal der Bundesautobahn 4. Das Gewässer befindet sich westlich von Chemnitz, östlich von Glauchau und nördlich von Hohenstein-Ernstthal. Östlich des Stausees befindet sich der Serpentinitsteinbruch Oberwald im Waldenburger Oberwald. Direkt angrenzende Orte sind die Callenberger Ortsteile Reichenbach und Obercallenberg.

## Entstehung
Der See wurde 1982 aus dem Restloch des Tagebaus Callenberg Süd I der größten Nickelerzlagerstätte Mitteleuropas bei Callenberg angelegt. Der Tagebau war zwischen 1960 und 1977 in Betrieb und über die Industriebahn der Nickelhütte St. Egidien mit der Nickelhütte St. Egidien verbunden.
Bereits am 20. Mai 1971 hatte der Rat des Kreises Hohenstein-Ernstthal beschlossen, nach der Auserzung den Tagebau Callenberg Süd I zum Naherholungszentrum, dem heutigen Stausee Oberwald, auszubauen. Am Ende der Laufzeit betrug die Nord-Süd-Erstreckung dieses Tagebaus rund 900 m.
An der Nordseite des Tagebaus wurde ein Steinschüttdamm mit einer Höhe von 5,6 m und einer Kronenlänge von 250 m aus etwa 25.000 m³ Abraummassen und 5.000 t Schotter errichtet. Die Wasserseite wurde mit einer Betonabdichtung versehen. Es erfolgte die Einleitung der Quellbäche des Erlbachs aus dem Oberwald in den Tagebau, so dass heute bei Vollstau auf zirka 16 ha Fläche rund 0,53 Mio. m³ prima Badewasser angestaut werden können. Die größte Wassertiefe beträgt je nach Stauhöhe etwa 10 m, im Mittel liegt sie bei 3,5 m. Nachdem im Jahr 1982 die Arbeiten abgeschlossen waren, erfolgte am 15. Mai des gleichen Jahres die Eröffnung der ersten Badesaison. Der Zweckverband Achat kaufte im Jahr 1994 die Grundstücke der Industriebrache am ehemaligen Tagebau Callenberg Süd I, damit deren Nutzung als Naherholungsgebiet gewahrt blieb. Durch einen Beschluss des Kreistags des Landkreises Chemnitzer Land ging im Jahr 1997/98 der Betrieb in kommunalen Besitz über.

## Nutzung
Der See ist heute ein beliebtes Erholungsgebiet. Er bietet einen 360 m langen Badestrand mit FKK-Bereich, eine 64 m lange Wasserrutsche sowie Bootsverleih. Außerdem wurde südlich vom See eine 370 m lange Sommerrodelbahn errichtet. Es gibt im Umfeld Wanderwege, Zeltplätze und Bungalows. Bewirtschaftet wird der Stausee von der Stausee Oberwald Tourismus und Sport GmbH.